# Privatisering
Privatisering är den ekonomiska och politiska process då offentligt ägda verksamheter övergår till privata ägare. Motsatsen, då privatägda verksamheter blir offentligägda, kallas förstatligande om staten blir huvudägare och kommunalisering, om en kommun tar över som ägare. Privatiseringen innebär ofta att ett tidigare statligt monopol övergår till fri konkurrens genom en omreglering av den berörda marknaden.

## Definition
Ordet privatisering kommer från latinets privare "att beröva", "att släppa fri", eller "ta ifrån". Begreppet "privatisering" som det används idag kan spåras tillbaka till 1930-talets Tyskland och åter-privatiseringspolitiken.
Att överföra ägarskapet och/eller egendomen från den offentliga sektorn till privata aktörer är vad som brukar kallas privatisering.

## Process
Privatiseringen av en viss verksamhet kan ske på olika sätt men i regel innebär det att regeringen överför en viss bransch till privata, vinstorienterade företag.
Ofta föregås en privatisering av att verksamheten bolagiseras. Ett sådant statligt bolag skapades till exempel med Telia respektive Vattenfall AB. En bolagisering måste inte leda till privatisering.
Privatiseringar kan utföras på ett flertal olika sätt:
- Försäljning till ett annat företag: Företagets aktier förvärvas av ett annat företag.

- Börsintroduktion: Företaget eller verksamheten säljs genom att företaget börsintroduceras och folk får möjlighet att köpa aktier i det.
- Budgivning eller genom överlåtelse till anonyma och särskilt utvalda investerare.

## Effekter av privatiseringar
Förespråkarna argumenterar att privatiseringar leder till högre ekonomisk effektivitet eftersom de privata företagens vinstintresse leder till att de vill driva verksamheten så billigt som möjligt. Bland huvudargumenten till privatiseringar i Sverige finns också frågan om maktfördelning mellan staten och marknaden, där förespråkandet för privatisering ofta förknippas med ett motstånd mot vad som framställts som den alltför stora och starka socialdemokratiska välfärdsstaten.
Motståndarna till privatiseringar brukar argumentera att vissa samhällsfunktioner som elektricitet, vatten, skola, med mera inte borde utsättas för marknadskrafterna.

## Privatiseringar i Sverige
Ett flertal privatiseringar har genomförts i Sverige sedan 1980-talet:
- SSAB
- Procordia
- Pharmacia
- Assi Domän
- Vin & sprit
- Celsius AB
- Nordea
- Apotek

## Exempel på privatiseringar i andra länder

### "Chockterapin" i Östeuropa
Efter Sovjetunionens sammanbrott i slutet av 1980-talet valde man i Ryssland att snabbt gå över från planekonomi till marknadsekonomi, en metod som sedermera kallades för "chockterapi" och där både privatiseringar, marknader och ett prissystem infördes samtidigt. Problemet var dock att det inte fanns några fungerande lagar och institutioner i Ryssland på 1990-talet vilket ledde till att några få personer roffade åt sig stora delar av de före detta statliga företagen till mycket låga priser. Konsekvenserna av "chockterapin" blev bland annat en kraftigt sjunkande levnadsstandard och kriminalitet. Utvecklingen i övriga Östeuropa liknade erfarenheterna i Ryssland. Situationen stabiliserades i slutet av 1990-talet.

### Kina
Kina genomförde övergången mot kapitalismen mer gradvis och började sina reformer i jordbrukssektorn i slutet av 1970-talet, bönderna tilläts numera att sälja en liten del av sin skörd på marknaden. Efter jordbrukssektor följde en liknande strategi i andra branscher där företagen till en början fick sälja små andelar av sin produktion på lokala marknader. Så småningom privatiserades de stora statliga företagen. Även om det inte är helt klarlagt hur privatiseringarna har påverkat Kinas ekonomiska utveckling så står det klart att landets strategi har lett till hög tillväxt.

### USA
I delstaten Washington i USA fick sprit enbart säljas i statligt ägda affärer fram till 2012. Detta innebär att intäkterna av spritförsäljningen gick direkt till staten. När försäljningen privatiserades fick privata butiker som Walmart sälja sprit och därmed fick staten inte heller längre direkt ta del av spritförsäljningens inkomster.